# Britt Knaven
Britt Knaven (29 juli 2000), is een Belgisch-Nederlands wielrenster. Knaven is gespecialiseerd in wegwielrennen.

## Carrière
Knaven begon met wielrennen bij wielerploeg van haar ouders. In 2020 maakte ze onderdeel uit van de wielerploeg NXTG Racing van haar ouders. Dit was een wielerploeg voor talentvollene renners onder 23 jaar.
In 2022 debuteerde Knaven in de wielerronde Parijs-Roubaix. Ondanks een val wist Knaven de finish te behalen. Op de Belgische kampioenschappen tijdrijden wist Knaven in 2022 een bronzen medaille te behalen. In 2023 trad Knaven opnieuw aan op Parijs-Roubaix.
De zus van Britt, Senne Knaven, raakte in april 2023 betrokken bij een zwaar ongeval in Chaam. In september 2023 besloot Knaven, twee maanden nadat haar zusje Senne dezelfde beslissing had gemaakt, om te stoppen met professioneel wielrennen. Ze voelde zich niet langer op haar plaats binnen de wielerwereld.
In 2025 maakte Knaven haar comeback als wielrenster. Ze wist in Brasschaat de tijdrittitel bij vrouwen elite 2 te winnen.

## Privé
Britt Knaven is de dochter van voormalige wielrenners Servais Knaven en  Natascha den Ouden, oprichter en manager van de wielerploeg AG Insurance-Soudal. Haar zus Senne Knaven was eveneens wielrenster. Haar jongere zussen Mirre Knaven en Fee Knaven maken onderdeel uit van de wielerploeg van haar ouders. In tegenstelling tot Mirre en Fee bezitten Senne en Britt de Belgische nationaliteit.

## Ploegen
- 2020 –  NXTG Racing
- 2021 –  NXTG Racing
- 2022 –  AG Insurance-NXTG
- 2023 –  AG Insurance-Soudal Quick-Step